# برايان كاري
برايان كاري (بالإنجليزية: Brian Carey)‏ (31 مايو 1968 كورك جمهورية أيرلندا - ) هو لاعب كرة قدم أيرلندي يلعب كمدافع.

## روابط خارجية
- برايان كاري على موقع قاعدة بيانات كرة القدم.إي يو (الإنجليزية)
- برايان كاري على موقع Soccerbase.com (لاعب) (الإنجليزية)
- برايان كاري على موقع Soccerbase.com (مدرب) (الإنجليزية)
- برايان كاري على موقع عالم كرة القدم.نت (الإنجليزية)